# Phyllodromica clavisacculata
Phyllodromica clavisacculata är en kackerlacksart som beskrevs av Bohn 1999. Phyllodromica clavisacculata ingår i släktet Phyllodromica och familjen småkackerlackor.
Artens utbredningsområde är Spanien. Inga underarter finns listade i Catalogue of Life.